# بکاشی
بُکاشی (به انگلیسی: BOKASHI) روش کمپوست‌سازی فشرده است. برای تولید بُکاشی هم روش هوازی و هم بی‌هوازی به کار می‌رود. بکاشی انواع گوناگون دارد. گونه‌ای از آن از تخمیر زباله‌های زیستی مانند کود حیوانی و زباله‌های زیستی مانند کاه و چمن و برگ و خاک‌اره ساخته می‌شود، در مزرعه و در راستای بهسازی و تقویت زمین به کار می‌رود و در گونه خوراکی آن که برای خوراک جانوران کاربرد دارد، معمولاً با ریزاندامگان کارآ، ملاس نیشکر، آب، و سبوس برنج یا گندم ساخته می‌شود.

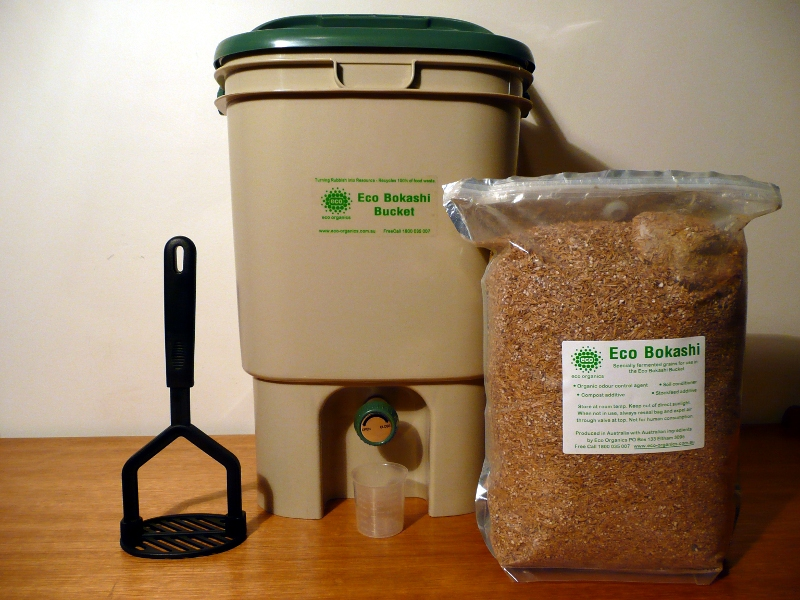
یک ظرف ویژه برای فرآوری بکاشی

## واژه
این واژه ژاپنی است و برگردان آن به پارسی "ماده آلی تخمیر شده" است.

## کاربرد
برای سازش خاک غنی در کشاورزی فرآوری می‌شود. گونهٔ ویژه‌ای از آن که با سبوس گندم یا برنج فرآوری می‌شود، برای خوراک دام نیز به کار برده می‌شود.